# 弗雷沙小光壳炱
弗雷沙小光壳炱（学名：Asteridiella fraserana）是属于小煤炱目小煤炱科小光壳炱属的一种真菌，寄生在厚壳桂属植物上。该种分布于中国、印度、澳大利亚。